# Consolidated Edison
Consolidated Edison — американская компания, одна из крупнейших энергетических компаний в Соединённых Штатах Америки.

## История
История компании начинается с 1823 года, когда была создана New York Gas Light Company, занимавшаяся газовым освещением улиц. В 1878 году была создана компания Edison Electric Light Company, которая обеспечила финансирование экспериментов Томаса Эдисона в области электричества; основными инвесторами выступили Джон Пирпонт Морган и семья Вандербильд. 4 сентября 1881 года начала работу первая электростанция в Нью-Йорке, сконструированная по проекту Эдисона. Электрическое освещение начало быстро развиваться в Нью-Йорке, что вынудило 6 крупнейших газовых компаний города в 1884 объединиться в Consolidated Gas Company of New York. Противостояние компаний газового и электрического освещения закончилось в 1899 году, когда Consolidated Gas поглотила группу электрических компаний; эта группа в 1901 года была объединена под названием The New York Edison Company. В последующие годы Consolidated Gas продолжала поглощать электрические компании, и к 1932 году стала крупнейшей в мире компанией по электроснабжению. В 1936 году она сменила название на Consolidated Edison Company of New York.
В 1955 году компания получила разрешение на строительство АЭС Индиан-Пойнт; проект потребовал значительно больше средств и времени, чем планировалось, подключение к сети состоялось только в 1962 году, и стоимость электроэнергии была в 2,5 раз выше, чем у других электростанций. В сочетании с другими факторами (высокие налоги, устаревшее оборудование и др.) это делало предоставляемые компанией коммунальные услуги самыми дорогими в США. По состоянию на 1965 год Consolidated Edison с выручкой 840 млн долларов была крупнейшей компанией сферы коммунальных услуг США, но в то же время и одной из самых неэффективных. В 1972 году компания прекратила использование угля, перейдя на нефть; в следующем году нефть подорожала более чем в два раза в результате нефтяного кризиса 1973 года. Для решения возникших финансовых проблем в 1974 году Consolidated Edison продала властям Нью-Йорка две недостроенные электростанции. В сочетании с пропагандой экономии электроэнергии это позволило в концу 1970-х годов стабилизировать положение компании. В 1998 году была создана холдинговая компания Consolidated Edison, Inc., в которую вошла Consolidated Edison Company of New York, а также купленная в 1999 году Orange and Rockland Utilities. Также в 1999 году были проданы все принадлежавшие компании электростанции.
В конце 2022 года немецкой компании RWE было продано подразделение возобновляемой энергетики. Оно включало солнечные электростанции в различных штатах США (Калифорния, Техас, Невада, Аризона) номинальной мощностью 2_68 ГВт и ветряные электростанции номинальной мощностью 329 МВт.

## Собственники и руководство
Председателем правления, президентом и главным исполнительным управляющим компании является Тимоти Коули (Timothy P. Cawley).

## Деятельность
Компания предоставляет широкий спектр услуг через свои дочерние компании:
- Consolidated Edison Company of New York (CECONY) — снабжение электричеством, газом и паром жителей Нью-Йорка и округа Уэстчестер; 3,6 млн клиентов, выручка $13,3 млрд.
- Orange and Rockland Utilities — реализует электричество и газ на юго-востоке штата Нью-Йорк и на севере штата Нью-Джерси; 300 тыс. клиентов, выручка $1,1 млрд.
- Con Edison Transmission — доли в компаниях, управляющих линиями электропередач и газопроводами.

Поставки электроэнергии за 2022 год составили 53 млрд кВт-ч, средняя стоимость кВт-ч составила 29 центов для частных клиентов и 26 центов для промышленности. CECONY имеет собственные ТЕЦ номинальной мощностью 780 МВт, они в основном используются для снабжения паром клиентов на Манхеттене. Пиковая нагрузка на сеть компании может превышать 12 ГВт.
В списке крупнейших публичных компаний в мире Forbes Global 2000 за 2022 год Consolidated Edison заняла 493-е место. В списке крупнейших компаний США по размеру выручки Fortune 500 заняла 276-е место.